# Sugar (groupe sud-coréen)
Pour les articles homonymes, voir Sugar.
Sugar (hangeul : 슈가) était un girl group sud-coréen. Leurs singles Take It Shake It et Real Identity ont été l'opening et l'ending de la première saison de l'anime Kaleido Star. Cependant, elles ont eu un succès médiocre sur le marché sud-coréen. Leur dernier album a vu passer un changement de style et d'image, ainsi que de membres. L'album contenait moins de "pop mignonne" et s'est plutôt concentré sur des chansons rock et des ballades midtempo. Malgré ceci, leurs albums ne se sont pas beaucoup vendus. Depuis, Soo Jin a quitté le groupe et Hwang Jung-eum est partie en solo.
Le 20 décembre 2006, KBS World Radio annonce la séparation du groupe. Tous les membres sont partis dans le monde de la musique ou du cinéma.

## Histoire

### Débuts coréens

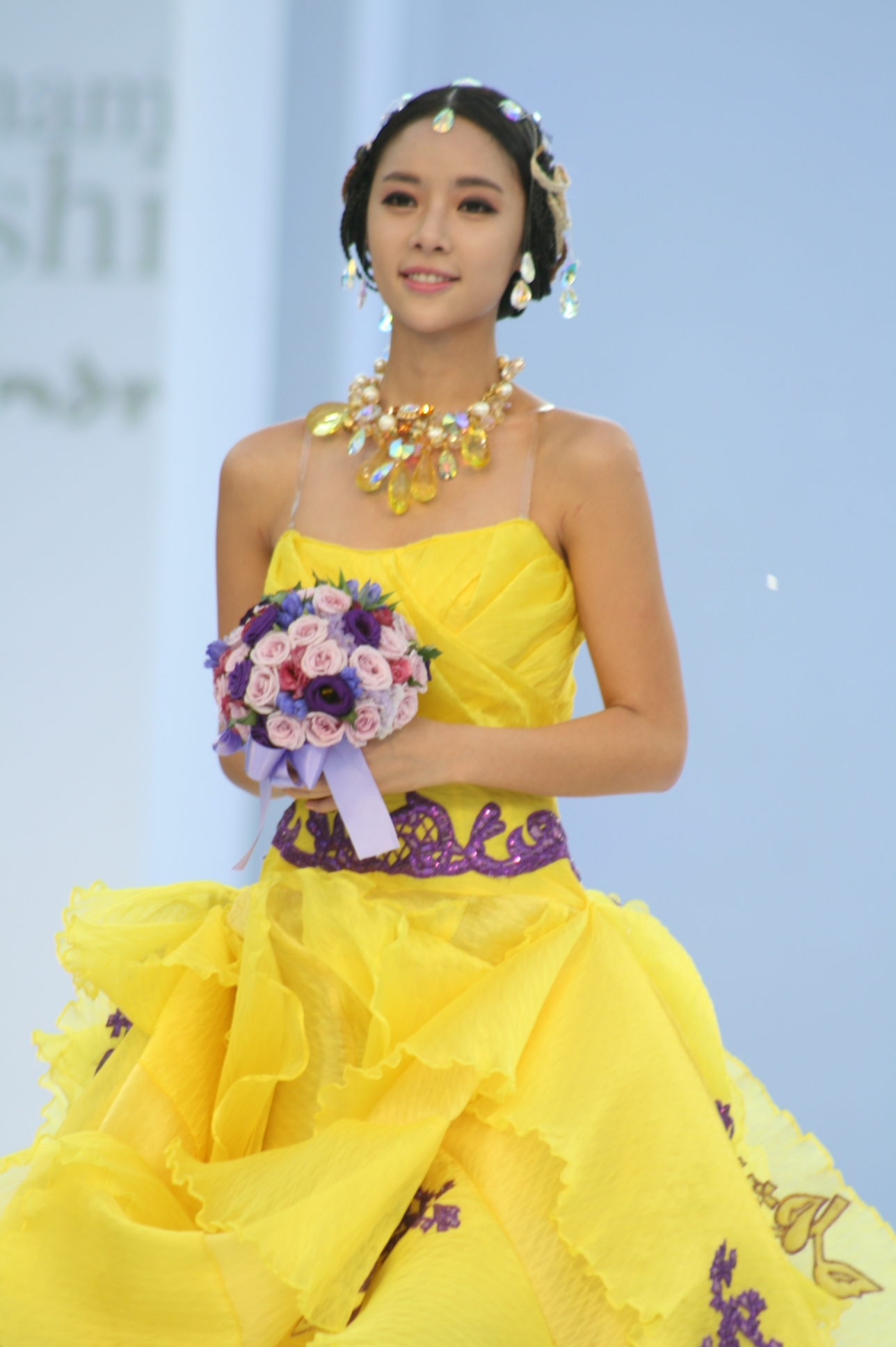
Hwang Jung-eum

Sugar a débuté fin 2001 avec la chanson Sweet Love. Sweet Love a échoué à créer une vague mais leur deuxième chanson Tell Me Why a reçu un accueil beaucoup plus chaleureux. Bien que nouveau, le groupe n'a pas hésité à s'attaquer aux performances live, quelque chose pour laquelle les groupes féminins de pop étaient connues pour être mauvaises. En plus, malgré (ou peut-être à cause de) son mauvais coréen, la chanteuse élevée au Japon Ayumi Lee a gagné l'attention de ses fans grâce à sa personnalité dévoilée au cours de talk shows et d'émissions.
Sugar était souvent comparé par les fans à M.I.L.K. et Shinvi pour leur style similaire et l'image mignonne que ces groupes renvoyaient. Pendant la période où beaucoup de groupes féminins sortaient un album puis disparaissaient, beaucoup se sont demandé lequel parmi les trois groupes aura du succès, car les deux autres groupes étaient promus par SM Entertainment; beaucoup pensaient que Sugar étaient des outsiders. Cependant, au cours de l'été 2003, Sugar a fait un comeback avec leur deuxième album Shine, ce que les deux autres groupes n'ont jamais fait. Pour cet album, la membre Sae Byul a changé son nom pour Hye Seung, qui est son vrai prénom.

### Débuts japonais
Avec les stars coréennes telles que BoA gagnant de la renommée au Japon grâce à la vague coréenne, Sugar a essayé de s'introduire à son tour dans l'industrie musicale japonaise. Après leur album coréen Shine, Sugar débute au Japon en sortant deux chansons pour la bande-son de l'anime Kaleido Star. Elles ont sorti un mini-album éponyme en Corée du Sud puis se sont focalisées sur le marché japonais pour le reste de 2004, en sortant trois singles qui ont abouti à leur premier album japonais Double Rainbow.
Double Rainbow, tout comme leur carrière coréenne, a rencontré un succès modéré en se classant à la 84e place dans l'Oricon, et pour seulement deux semaines. Les singles sortis pour l'album n'ont pas eu un franc succès, leur premier single japonais "GO THE DISTANCE" ne s'est classé qu'à la 96e place et n'est resté que deux semaines dans l'Oricon. Leur deuxième single japonais All my loving / Sakura Ressha a atteint la 40e place de l'Oricon, et leur troisième single japonais Kaze to Hanataba / Present / Heart & Soul s'est placé 32e.

### Départ de Jung Eum et arrivée d'Harin

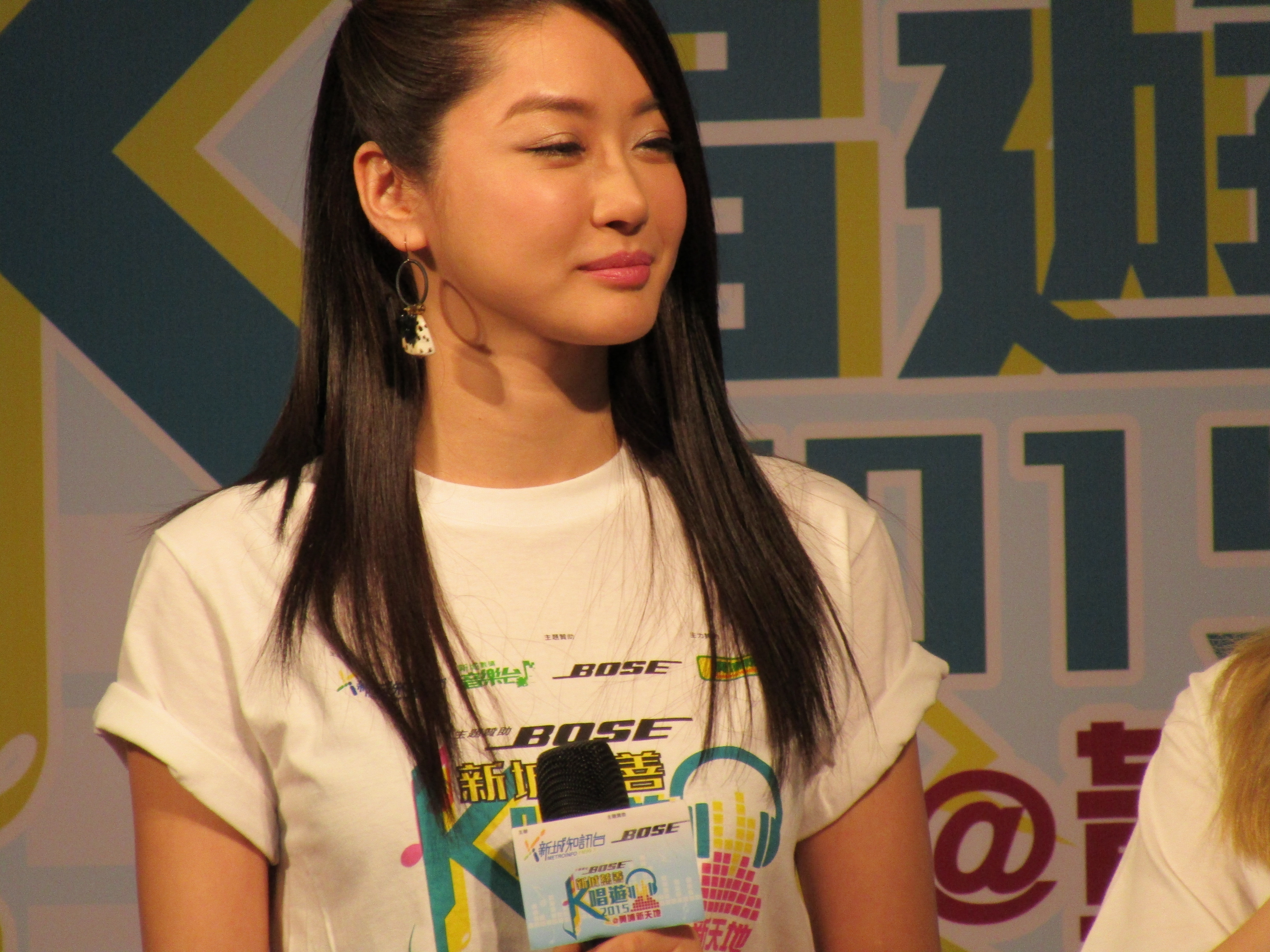
Lee Harin

Après la sortie du mini-album Secret et un troisième single japonais, Jung Eum décide de quitter le groupe 
et de poursuivre une carrière solo dans l'industrie du divertissement. Jung Eum a quitté Sugar comme un trio et non un quartette comme le groupe avait originellement débuté. Rapidement après le départ de Jung Eum, Sugar a accueilli sa remplaçante, Lee Harin, une chanteuse japonaise. Sans tenir compte du changement soudain de composition du groupe, Harin s'est vite intégrée au groupe et Sugar a continué sans son ancien membre.

### Singles et albums japonais et coréens
Avec sa nouvelle membre, Sugar sort son quatrième single japonais Heartful. La ballade n'a pas vraiment marché dans les charts et s'est classée 97e, et n'est restée qu'une seule semaine. Il a fallu six mois supplémentaires à Sugar pour sortir leur cinquième et dernier single, intitulé Himawari / LOVEACCELE. Le single s'en est bien mieux sorti que "Heartful", en atteignant la 29e position et en restant sept semaines dans le classement. Après la sortie de ce cinquième single japonais, Sugar décide de sortir un nouvel album coréen après cette longue pause dans l'industrie musicale coréenne. Sweet Lips sort, puis sort deux mois après leur deuxième album japonais, nommé COLORS 4 WISHES. Leur deuxième album marche mal et ne parvient même pas à se frayer une place dans le top 100. L'album a atteint la 138e place et est resté pendant deux semaines.

### Départ de Soo Jin

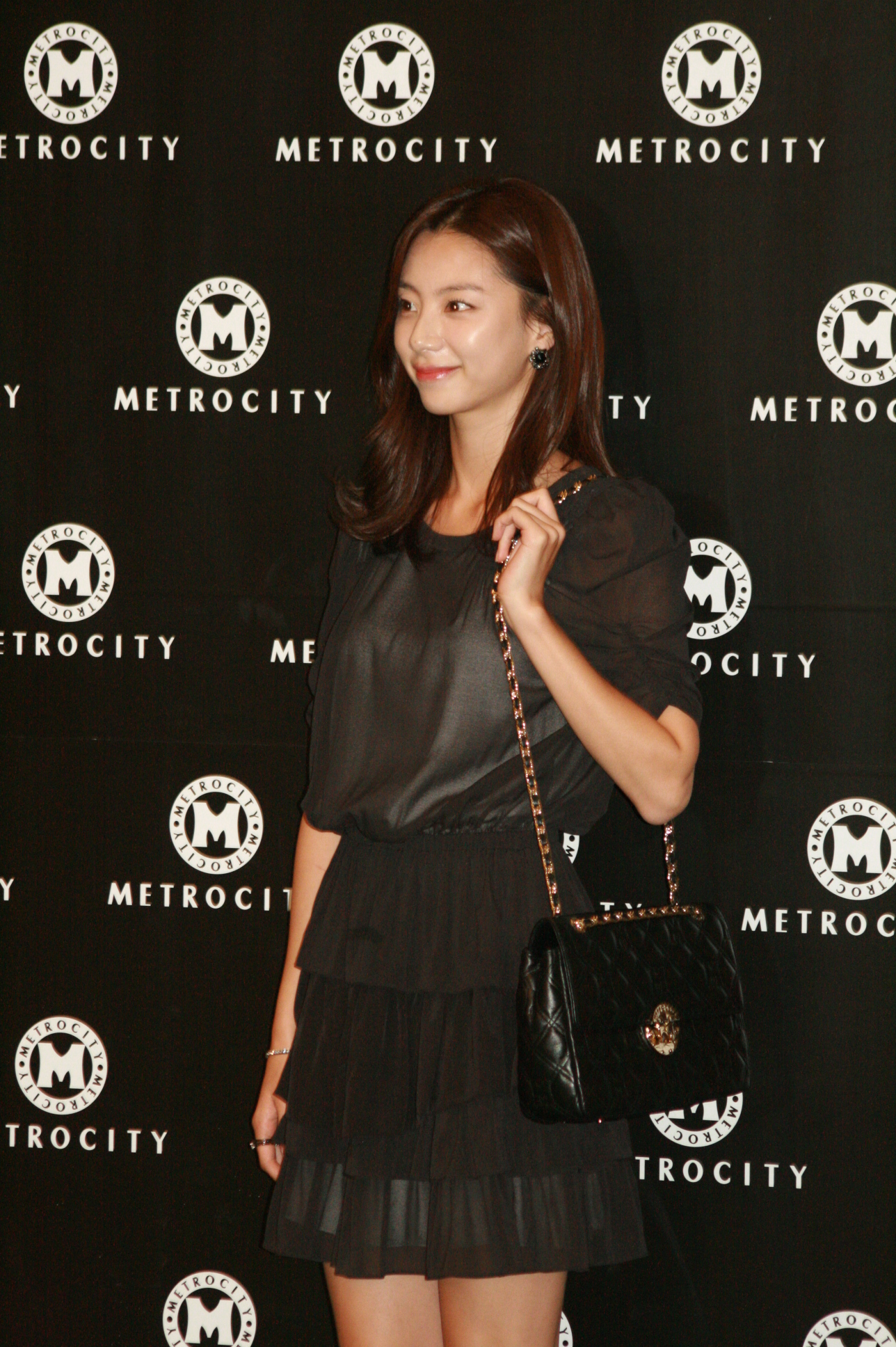
Park Soo Jin

Après la sortie du troisième album coréen de Sugar et du deuxième album japonais, Soo Jin annonce qu'elle quitterait le groupe en 2006. Soo Jin a déclaré qu'elle veut poursuivre une carrière d'actrice une fois son contrat terminé avec SM Entertainment et Toy's Factory. Sugar se retrouve une fois de plus sans quatrième membre et redevient un trio. Après les promotions du nouvel album finies, Soo Jin fait ses adieux à Sugar.

### Séparation
Après la sortie de COLORS 4 WISHES, Sugar sort un DVD portant le nom de 7 STARS; le DVD contient tous les vidéoclips sortis au Japon. Peu après, Ayumi Lee part pour une carrière solo en Corée du Sud en juillet 2006. Durant les mois qui ont suivi, Sugar est resté en hiatus indéterminé, les fans et les médias spéculant sur la nouvelle membre qui remplacerait Soo Jin. Novembre s'écoule et aucune nouvelle de Sugar n'est donnée, des rumeurs comme quoi le groupe se séparerait commencent à circuler entre les fans, alimentée par le fait qu'Ayumi Lee se concentre désormais uniquement sur sa carrière solo.
Le 20 décembre 2006, le jour de la date d'expiration de leur contrat avec SM Entertainment, KBS World Radio annonce que Sugar s'est séparé. Ils ont déclaré que chaque membre souhaitait suivre une carrière solo, et l'agence a décidé de ne pas renouveler ses contrats avec elles. "Sugar est arrivé au point de séparation, cinq ans après avoir débuté. Le contrat du groupe expirera fin décembre, et à part pour Ayumi Lee, qui a déjà commencé sa carrière solo, les autres membres de Sugar à savoir Hye Seung et Haleen, ont également décidé de faire une carrière solo. Le contrat de Sugar, qui a pris effet en décembre 2001, va bientôt expirer. Parce que les autres membres ont choisi une carrière solo, le management a décidé la séparation du groupe".
Star World, le label du groupe, a révélé à la même date: "Ayumi signera un nouveau contrat avec Star World. Hye Seung prévoit d'être actrice et Haleen, qui vit actuellement au Japon, veut commencer une carrière musicale dans ce pays".

## Membres
- Ayumi Lee
- Hye Seung
- Harin
- Hwang Jung-eum
- Park Soo-jin

## Discographie

### Albums coréens
- Tell Me Why (plus de 30 000 copies vendues)
- Shine (plus de 34 348 copies vendues[4])
- Sweet Lips (plus de 30 000 copies vendues)

### Singles coréens
- Secret (15 000 copies vendues)

### Albums japonais
- (4 février 2004) Double Rainbow (10 000 copies vendues)
- (2 novembre 2005) COLORS 4 WISHES (10 000 copies vendues)

### Singles japonais
- GO THE DISTANCE (2 000 copies vendues)
- All my loving / Sakura Ressha (サクラ列車; Cherry Blossom Train) (5 000 copies vendues)
- Kaze to Hanataba / Present / Heart & Soul (風と花束; Bouquet in the Wind) (5 000 copies vendues)
- Heartful (2 000 copies vendues)
- Himawari / LOVEACCELE (ひまわり; Sunflower) (20 500 copies vendues)

### Bande-son
- Kaleido Star ~The First Mini Album~ (#1 TAKE IT SHAKE IT, #5 real identity)

### DVD
- 7 STARS

## Récompenses
| Année | Cérémonie et prix                          |
| ----- | ------------------------------------------ |
| 2002  | SBS Music Awards: Choice Award             |
| 2004  | SBS Music Awards: Best Dance Award         |
| 2004  | Mnet Asian Music Awards: Best Female Video |

## Fanclub
- Nom officiel du fanclub: Sugar Island
- Couleur officielle: Abricot

## Vidéoclips

### Vidéoclips coréens
| Année | Chanson         | Durée |
| ----- | --------------- | ----- |
| 2001  | "Sweet Love"    | 4:20  |
| 2002  | "Tell Me Why"   | 3:58  |
| 2002  | "Fade Away"     | 3:55  |
| 2003  | "Shine"         | 3:52  |
| 2004  | "Secret"        | 3:52  |
| 2005  | "Wise Farewell" | 3:42  |

### Vidéoclips japonais
| Année | Chanson            | Durée |
| ----- | ------------------ | ----- |
| 2004  | "All My Loving"    | 4:40  |
| 2004  | "Go The Distance"  | 5:21  |
| 2004  | "Faraway"          | 3:06  |
| 2004  | "Wind And Bouquet" | 4:49  |
| 2005  | "Heartful"         | 5:16  |
| 2005  | "Sunflower"        | 3:54  |